# 白木健嗣
白木 健嗣（しらき けんじ、1989年9月4日 -）は、日本の推理小説家。東京都墨田区在住。

## 経歴・人物
三重県四日市市生まれ。三重県立四日市西高等学校卒業。愛知淑徳大学文化創造学部（現、創造表現学部）を卒業。大学在学中には芥川龍之介賞受賞作家である諏訪哲史に師事した。現在、日本マイクロソフト株式会社に勤務している。
2021年10月25日、投稿作「ヘパイストスの侍女」が、島田荘司選の第14回ばらのまち福山ミステリー文学新人賞を受賞し、改稿した同作にて翌2022年にデビューした。

## 作品リスト

### 単行本
- 『ヘパイストスの侍女』（光文社、2022年3月）ISBN 978-4-33-491454-7
- 『抜け首伝説の殺人〜巽人形堂の事件簿』（光文社、2023年10月）ISBN 978-4-33-410055-1

### 雑誌掲載作品
小説
- 「人売り、手配師、ときどきムカデ」 - 『ジャーロ』No.83（2022年7月、光文社）

エッセイ
- 「魅力的なキャラクターとしての天才」 - 『小説宝石』2022年4月号（光文社）
- 「地元四日市が少しでも話題になれば……」 - 『小説宝石』2023年11･12月合併号（光文社）